# میکائیل بریست
میکائیل بریست (انگلیسی: Mickaël Brisset؛ زادهٔ ۲۶ مارس ۱۹۸۵) بازیکن فوتبال اهل فرانسه است.
از باشگاه‌هایی که در آن بازی کرده‌است می‌توان به باشگاه فوتبال پاریس، باشگاه فوتبال لوریان، و باشگاه فوتبال آنژه اشاره کرد.